# Jessica Daves
Jessica Daves (Cartersville, 20 febbraio 1898 – New York, 21 settembre 1974) è stata un'editrice statunitense, è stata caporedattrice di Vogue dal 1952 al 1962.

## Biografia
Nata in Georgia nel 1898, si trasferì a New York nel 1921, dove lavorò nel settore pubblicitario. Iniziò a lavorare come redattrice per Vogue nel 1933.
Ha scritto o co-scritto tre libri: The Vogue Book of Menus, Ready-Made Miracle: The Story of American Fashion for the Millions e The World in Vogue. Nel 2019 la storica della moda Rebecca Tuite ha pubblicato un resoconto della sua direzione di Vogue, 1950s in Vogue: The Jessica Daves Years, 1952-1962.